# Вільнев-сюр-Ен
Вільнев-сюр-Ен (фр. Villeneuve-sur-Aisne) — муніципалітет у Франції, у регіоні О-де-Франс, департамент Ена. Вільнев-сюр-Ен утворено 1 січня 2019 року шляхом злиття муніципалітетів Гіньїкур i Меннвіль. Адміністративним центром муніципалітету є Гіньїкур. Населення — 2784 особи (01.01.2021).